# مجزرة الرهوة (1956)
وقعت مجزرة قرية الرهوة بسبب هجوم قوات صهيونية من الجيش الإسرائيلي قرية الرهوة في 11 ديسمبر 1956.

## الموقع
تقع قرية الرهوة في منطقة الظاهرية في محافظة الخليل، تقع على الطريق العام بئر السبع الخليل في منطقه التماس مع إسرائيل.

## التاريخ
كان يوجد في القرية قسم شرطة تابع للأردن، وفي 11 ديسمبر 1956، نُفّذت عملية عسكرية تُسمى شيفيريا (يهونتان) من قبل قوة إسرائيلية انطلقت من تل لخيش بيت جبرين وتجمعت بعومر مع مدرعات وكتيبة مشاة بقيادة أرئيل شارون ورحبعام زئيفي ومائير هارتسيون. وانطلقت نحو الظاهرية بهدف تفجير مخفر الرهوة والذي هو مبنى حجري على النمط البريطاني يسيطر عليه برجان ومحاط بسياج من الاسلاك اضافة الى الاستحكامات ونفذت العملية بين الساعة 11 و12 بهذه الليلة على أثر ذلك تم اقتحام المخبر ونسفه بمن فيه.
ثم أنتقلت القوة إلى مدرسة تابعة لوكالة الأمم المتحدة لإغاثة وتشغيل اللاجئين الفلسطينيين قرب الرهوة مخصصة لتدريس ابناء الرماضين، حيث تم نسفها.
قتل 18 شخص من الجانب العربي في الهجوم، وأصيب هارتسيون أثناء تنفيذ العملية.
وفي صبيحة اليوم التالي حضر إلى الرهوة الملك الحسين بن طلال للاطلاع على آثار المعركة، وتم نقل المصابين ودفن الذي توفى منهم بمقبرة الغماري.